# El Salto, Catorce
El Salto är en ort i Mexiko.   Den ligger i kommunen Catorce och delstaten San Luis Potosí, i den centrala delen av landet, 500 km norr om huvudstaden Mexico City. El Salto ligger 2 338 meter över havet och antalet invånare är 115.
Terrängen runt El Salto är huvudsakligen kuperad, men söderut är den bergig. Runt El Salto är det mycket glesbefolkat, med 4 invånare per kvadratkilometer. Närmaste större samhälle är Vanegas, 15,1 km norr om El Salto. Omgivningarna runt El Salto är i huvudsak ett öppet busklandskap.